# Најбољи божићни поклон
Најбољи божићни поклон (енгл. The Ultimate Christmas Present) америчка је божићна филмска комедија из 2000. године. Главне улоге тумаче Хали Херш и Бренда Сонг.

## Радња
Али и Сем враћају се из школе и откривају необичну направу коју је, како се чини, неко бацио. На њихово изненађење, откривају да справа може да контролише време и оне је намештају да створи снежну олују због које би школа била затворена, а оне не би морале да раде домаћи. Справа ради, али, чини се, исувише добро, јер су Али и Сем покренуле снежну олују коју не знају да зауставе.
Такво време забринуће све грађане, осим Едвина Бејлија, презентера временске прогнозе, који је срећан што коначно може да извештава о великој временској непогоди. Ипак, у последњи час, девојчице пожеле од Деда Мраза да заустави мећаву како би сви у граду могли да уживају у божићним празницима.

## Улоге
| Глумац          | Улога            |
| --------------- | ---------------- |
| Хали Херш       | Али Томпсон      |
| Бренда Сонг     | Сем Кван         |
| Хали Тод        | Мишел Томпсон    |
| Спенсер Бреслин | Џои Томпсон      |
| Грег Кин        | Стив Томпсон     |
| Џон Б. Лоу      | Деда Мраз        |
| Џон Сали        | Крампет          |
| Бил Фагербаке   | Спарки           |
| Питер Сколари   | Едвин Хадли      |
| Џејсон Шомбинг  | господин Мартино |
| Тифани Дерозје  | Тина             |